# Martin Bourgeois République
Pour les articles homonymes, voir Bourgeois.
Martin Bourgeois République, né le 13 juillet 1999 à Lons-le-Saunier (Jura), est un biathlète français.

## Biographie
Le 28 janvier 2019 à Osrblie, il devient,, champion du monde junior de l'individuel. Le 3 février suivant, il est vice-champion du monde juniors de la poursuite,.
Lors des Championnats du monde juniors de biathlon en 2020, il décroche la médaille de bronze en relais avec Thomas Briffaz, Guillaume Desmus et Sébastien Mahon.
Il remporte le classement général U22/Senior de la Coupe de France de biathlon 2022-2023.
Il arrête sa carrière à l'issue de la saison 2023-2024.

## Palmarès

### Championnats du monde junior
- Médaille d'or de l'individuel en 2019.
- Médaille d'argent de la poursuite en 2019.
- Médaille de bronze du relais en 2020.

### Championnats du monde jeunesse
- Médaille de bronze de l'individuel en 2018.

### Championnats de France de biathlon d'été
- 2022
  - 2e de la poursuite